# Marco Simone
Marco Simone (Castellanza, Italia, 7 de enero de 1969) es un exfutbolista italiano y actual entrenador libre tras dejar el Châteauroux. Se desempeñaba como delantero. Debutó profesionalmente con el Como en 1986 y se retiró siendo jugador del AC Legnano en 2006.

## Carrera como entrenador
En 2011 comenzó a ejercer de entrenador. Se hizo cargo de su exequipo, el AS Monaco, en septiembre de 2011. Logró sacarlo de las últimas posiciones, pero al no poder ascender a la Ligue 1, fue relevado por Claudio Ranieri al año siguiente.
Posteriormente, en noviembre de 2013, llegó al Lausanne Sport de Suiza como director técnico al no tener el título de entrenador. Dimitió en mayo de 2014, al consumarse el descenso del equipo. Posteriormente regresó al club para esta vez sí sentarse en el banquillo, pero terminó siendo destituido de nuevo.
El 25 de junio de 2015, se comprometió con el Tours Football Club. Dejó el club francés al término de la temporada, tras finalizar en 9.º puesto en la Ligue 2.
El 8 de noviembre de 2016, fue confirmado como nuevo entrenador del Stade Lavallois, pero no llegó a terminar la temporada.
Su siguiente destino fue Italia, ya que entrenó al equipo filial del AC Milan en 2018. También tuvo dos breves experiencias en el Ratchaburi FC de Tailandia y el SCC Mohammédia de Marruecos en 2019.
En marzo de 2021, regresó a Francia para dirigir al Châteauroux, siendo despedido después de 7 meses en el cargo.

## Clubes

### Jugador
| Club                | País    | Año       | PJ  | Goles |
| ------------------- | ------- | --------- | --- | ----- |
| Como                | Italia  | 1986-1987 | 2   | 0     |
| FC Virescit         | Italia  | 1987-1988 | 33  | 15    |
| Como                | Italia  | 1988-1989 | 34  | 6     |
| Milan               | Italia  | 1989-1997 | 168 | 49    |
| París Saint-Germain | Francia | 1997-1999 | 58  | 22    |
| Mónaco              | Francia | 1999-2001 | 69  | 28    |
| Milan               | Italia  | 2001-2002 | 9   | 0     |
| Mónaco              | Francia | 2002-2003 | 5   | 0     |
| Niza                | Francia | 2004      | 7   | 0     |
| AC Legnano          | Italia  | 2005-2006 | 1   | 0     |

### Entrenador
| Club                | País      | Año       |
| ------------------- | --------- | --------- |
| AS Monaco           | Francia   | 2011-2012 |
| Lausanne Sport      | Suiza     | 2014-2015 |
| Tours Football Club | Francia   | 2015-2016 |
| Stade Lavallois     | Francia   | 2016-2017 |
| Milan Primavera     | Italia    | 2018      |
| Ratchaburi FC       | Tailandia | 2019      |
| SCC Mohammédia      | Marruecos | 2019      |
| Châteauroux         | Francia   | 2021      |

## Palmarés

### Campeonatos nacionales
| Título                     | Equipo              | País    | Año     |
| -------------------------- | ------------------- | ------- | ------- |
| Serie A                    | Milan               | Italia  | 1991-92 |
| Serie A                    | Milan               | Italia  | 1992-93 |
| Serie A                    | Milan               | Italia  | 1993-94 |
| Serie A                    | Milan               | Italia  | 1995-96 |
| Copa de Francia            | París Saint-Germain | Francia | 1998    |
| Copa de la Liga de Francia | París Saint-Germain | Francia | 1998    |
| Ligue 1                    | Mónaco              | Francia | 1999-00 |

### Copas internacionales
| Título                       | Equipo      | Sede      | Año     |
| ---------------------------- | ----------- | --------- | ------- |
| Copa de Campeones de Europa  | A. C. Milan | Barcelona | 1988-89 |
| Supercopa de Europa          | A. C. Milan | Barcelona | 1989    |
| Copa Intercontinental        | A. C. Milan | Tokio     | 1989    |
| Copa de Campeones de Europa  | A. C. Milan | Viena     | 1989-90 |
| Supercopa de Europa          | A. C. Milan | Milán     | 1990    |
| Copa Intercontinental        | A. C. Milan | Tokio     | 1990    |
| Liga de Campeones de la UEFA | A. C. Milan | Atenas    | 1993-94 |
| Supercopa de Europa          | A. C. Milan | Milán     | 1994    |